# امیل هانس

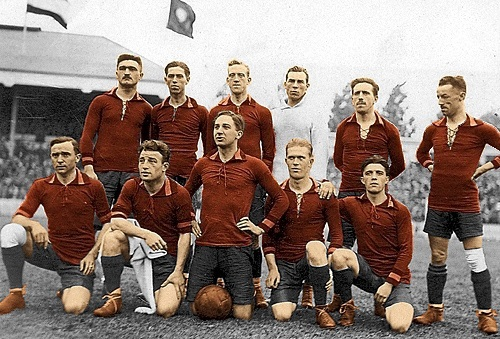
نمایی از تیم فوتبال بلژیک در سال ۱۹۲۰

امیل هانس (انگلیسی: Émile Hanse; ۱۰ اوت ۱۸۹۲ – ۵ آوریل ۱۹۸۱) بازیکن فوتبال اهل بلژیک بود.
وی به‌همراه تیم ملی فوتبال بلژیک به مقام قهرمانی بازی‌های المپیک تابستانی ۱۹۲۰ دست پیدا کرده‌است. 